# Coelorinchus productus
Coelorinchus productus är en fiskart som beskrevs av Gilbert och Hubbs, 1916. Coelorinchus productus ingår i släktet Coelorinchus och familjen skolästfiskar. Inga underarter finns listade i Catalogue of Life.